# OA vz. 30
Der Obrněný automobil vzor 30, auch genannt OA vz. 30 (deutsch: Panzerwagen Modell 30), war ein in der Tschechoslowakei entworfener Panzerwagen.

## Entwicklung
Die Entwicklungsgeschichte für den OA vz. 30 ist schwer zu bestimmen, aber die tschechische Armee hatte seit 1926 verschiedene Tatra-Lkw-Fahrgestelle für den Einsatz als Panzerwagen evaluiert und im Laufe der Jahre eine Reihe von Prototypen mit Holz- und Metallkarosserien gebaut. Am 6. März 1933 wurde schließlich ein Auftrag über einundfünfzig Exemplare zur Lieferung im Dezember aufgegeben. Tatra war spät dran und lieferte die ersten sechs Fahrzeuge erst am 29. Januar 1934, sechzehn weitere im Februar und den Rest im Juli. Der Grund für die Verzögerung war, dass ihre Fabriken in Milovice noch nicht fertig waren.

## Produktion
Von dem Panzerwagen OA vz. 30 wurden insgesamt ein Prototyp und 51 Panzerwagen gebaut.

## Technische Beschreibung
Der Panzerwagen OA vz. 30 basierte auf dem Fahrwerk des Tatra-72-Lastkraftwagen-Fahrgestells. Der Kraftfahrer saß auf der rechten Seite und hatte eine Beobachtungsluke, welche durch einen gepanzerten Sehschlitz geschützt wurde. Der Beifahrer hatte ebenfalls eine kleine Sichtluke, durch die er ein Maschinengewehr vom Typ ZB vz. 26 bedienen konnte. Dieses war direkt unter der Sichtluke an der Frontseite des Fahrzeuges montiert. Um eine Sicht nach rechts und links zu ermöglichen, gab es auch dort kleine Sichtluken. Der Einstieg in den Kampfraum das Fahrzeug erfolgte durch eine Tür am Heck. Der Schütze und gleichzeitige Kommandant hatte einen kleinen zylindrischen Turm, welcher um 360° gedreht werden konnte. Wie auch der Beifahrer hatte der Kommandant ein Maschinengewehr vom Typ ZB vz. 26 in der Frontseite des Turms zur Verfügung. Für beide Maschinengewehre konnten bis zu 3.000 Patronen mitgeführt werden. Ein drittes Maschinengewehr wurde im Fahrzeug als Ersatz mitgeführt.
Die Panzerung betrug zwischen 3 und 6 mm. Damit konnten Schüsse aus einer Entfernung ab 100 m aufgehalten werden. Angetrieben wurde der Panzerwagen durch einen luftgekühlten Vierzylinder-Boxermotor vom Typ Tatra 71 mit 32 PS und 1910 cm³ Hubraum. Damit erreichte das Fahrzeug eine Höchstgeschwindigkeit von 60 km/h auf der Straße.

## Einsatz

### Einsatz in der Tschechoslowakei

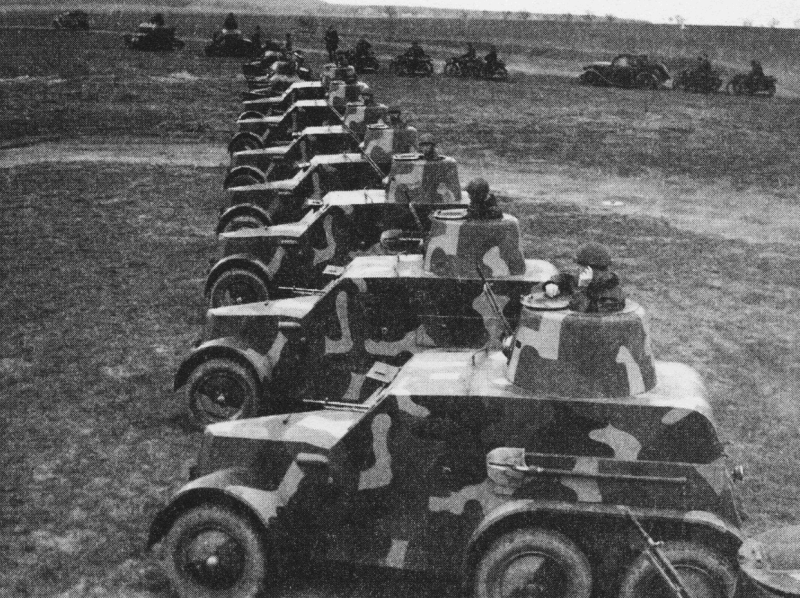
Aufstellung während einer Übung 1937

Im Einsatz entdeckte man gravierende Mängel bei den Panzerwagen. Die Motoren waren zu schwach und ermöglichten es dem Fahrzeug nicht, die Fähigkeiten des Fahrgestells voll auszunutzen. Dadurch waren die Panzerwagen nicht in der Lage, die Gräben am Straßenrand zu überqueren. Die Panzerung war zu dünn und konnte aus nächster Nähe von Gewehren und Maschinengewehren durchschlagen werden. Auch war das Maschinengewehr ZB vz. 26 nicht für Dauerfeuer geeignet.
Die Armee beschloss dennoch, sie in Zügen mit drei Fahrzeugen zu organisieren und den Aufklärungskompanien der vier Mobilen Divisionen zuzuordnen. Diese Züge wurden zur Unterdrückung der Proteste und Gewalt eingesetzt, die von Konrad Henleins Sudetendeutscher Partei angezettelt wurden und die das Sudetendeutsche Freikorps zwischen Mai und Oktober 1938 ausübte. Nach dem Münchner Abkommen wurden zwei Kompanien mit OA vz. 30 zur Verstärkung der Slowakei und Rutheniens geschickt, wo sie zur Abwehr ungarischer und polnischer Grenzgänger eingesetzt wurden. Die Besatzungen der Fahrzeuge unterstützten die Infanterie, als diese nach dem Ersten Wiener Schiedsspruch am 2. November 1938 die Südslowakei evakuieren musste. Nachdem die Grenzgebiete von Deutschland und Ungarn annektiert worden waren, wurden 10 Panzerwagen im Februar und März 1939 an die Gendarmerie verkauft. Nach der Annexion der Grenzgebiete versprach sich das Innenministerium durch den Kauf der Panzerwagen für die Gendarmerie, die Handlungs- und Kampffähigkeit deutlich zu erhöhen. Zwei Kompanien verteidigten das Karpatenvorland im März 1939 vor einem ungarischen Angriff, mussten jedoch in der Slowakei und Rumänien Zuflucht suchen. Ein OA vz. 30 wurde während der Kämpfe von den Ungarn erbeutet, wurde jedoch nicht weiter genutzt.
Die von der Gendarmerie übernommenen Fahrzeuge hatten folgende Kennzeichen:
- 13.324, Sturmfahrzeugregiment 2, Übernahme am 22. Februar 1939
- 13.325, Sturmfahrzeugregiment 2, Übernahme am 22. Februar 1939
- 13.404, Sturmfahrzeugregiment 3, Übernahme am 9. März 1939
- 13.408, Sturmfahrzeugregiment 3, Übernahme am 9. März 1939
- 13.413, Sturmfahrzeugregiment 3, Übernahme am 9. März 1939
- 13.414, Sturmfahrzeugregiment 3, Übernahme am 9. März 1939
- 13.415, Sturmfahrzeugregiment 3, Übernahme am 9. März 1939
- 13.416, Sturmfahrzeugregiment 3, Übernahme am 9. März 1939
- 13.417, Sturmfahrzeugregiment 3, Übernahme am 9. März 1939
- 13.418, Sturmfahrzeugregiment 3, Übernahme am 9. März 1939

### Einsatz in der Wehrmacht
Nach der Annexion der Tschechoslowakei erbeutete die Wehrmacht 24 Panzerwagen, den ersten im Oktober 1938 in einer Werkstatt im Sudetenland. Die restlichen 23 Panzerwagen plus der Prototyp wurden im März 1939 bei der Besetzung von Böhmen und Mähren beschlagnahmt. Sieben Fahrzeuge wurden als Funkkraftwagen bei der Propaganda eingesetzt. Zehn weitere wurden von der Ordnungspolizei übernommen. Drei Panzerwagen gingen an die 14. Panzerpolizeikompanie, welche in Slowenien bis 1944 eingesetzt wurde.

### Einsatz in der Slowakei
Die neu gegründete Slowakische Republik erbeutete 18 Panzerwagen. Zehn wurden im März 1939 von der Slowakischen Republik beschlagnahmt, als diese ihre Unabhängigkeit ausrief. Die restlichen acht wurden erbeutet, als tschechische Truppen nach Kämpfen gegen Ungarn in den Karpaten in der Slowakei Zuflucht suchten. Einer davon wurde während des slowakisch-ungarischen Krieges zerstört. Die restlichen 17 Stück bildeten eine Kompanie im Panzerbataillon Martin. Ende 1939 wurde dieses Panzerbataillon jedoch auf einen Zug reduziert. Vier der Panzerwagen wurden von der 2. Infanteriedivision während der slowakischen Invasion Polens genutzt. Drei weitere Fahrzeuge verstärkten eine Kavallerie-Aufklärungseinheit in der Nähe von Sanok. Eine Kompanie von sechs OA vz. 30 gehörte zum mobilen Teil der Kampfgruppe Kalinčiak, welche am 5. September 1939 zusammen mit der 2. Infanteriedivision gegründet worden war. Die Kampfgruppe nahm jedoch an keinerlei Kämpfen teil.
Am 24. Juni 1941 wurden drei Panzerwagen einer mobilen Gruppe zugeteilt, welche die Wehrmacht bei der Operation Barbarossa unterstützte. Jedoch nahmen auch hier die Panzerwagen an keinen nennenswerten Kämpfen teil. Ein Panzerwagen (Kennzeichen 13.403) wurde jedoch bei Gefechten am 23. August 1941 bei Lipovec zerstört, als die Truppen versuchten, die sowjetische 44. Gebirgsschützendivision von ihren Stellungen zu vertreiben, allerdings ohne Erfolg. Da sich die Panzerwagen im Kampf auch hier nicht bewähren konnten, wurden sie Anfang August abgezogen und zurück in die Slowakei geschickt. Im August 1942 wurden sechs OA vz. 30 in die Ukraine geschickt, um dort den Kampf gegen Partisanen zu führen. Dabei wurden am 8. November 1942 bei Lojevo zwei Panzerwagen (Kennzeichen 13.399 und 13.411) von Partisanen zerstört. Am 12. Januar 1943 wurden die restlichen Fahrzeuge erneut in die Slowakei zurückgezogen und bis Januar 1944 durch Panzerkampfwagen II ersetzt und eingelagert. Über eine weitere Verwendung bei Aufständen im September 1944 ist wenig bekannt.

### Einsatz in Rumänien
Nach dem Rückzug der tschechoslowakischen Truppen aus dem Karpatenvorland am 16. und 17. März 1939 wurden neun Fahrzeuge erbeutet. Diese hatten die Kennzeichen
- 13.330
- 13.380
- 13.382
- 13.386
- 13.387
- 13.389
- 13.390
- 13.392
- 13.395.

In der rumänischen Armee wurden die Panzerwagen für Aufklärungszwecke und Verbindungsaufgaben eingesetzt. Einige Fahrzeuge wurden auch der persönlichen Garde des Diktators General Antonescu im Batalionul de garda al maresalului Antonescu zugeteilt. In den Jahren 1942 und 1943 wurden diese Fahrzeuge größtenteils in einer Škoda-Werkstatt in Ploješt repariert. Im Sommer 1944 wurden drei Fahrzeuge durch einen Luftangriff auf die Werkstätten während der Reparatur zerstört.

## Verbleib

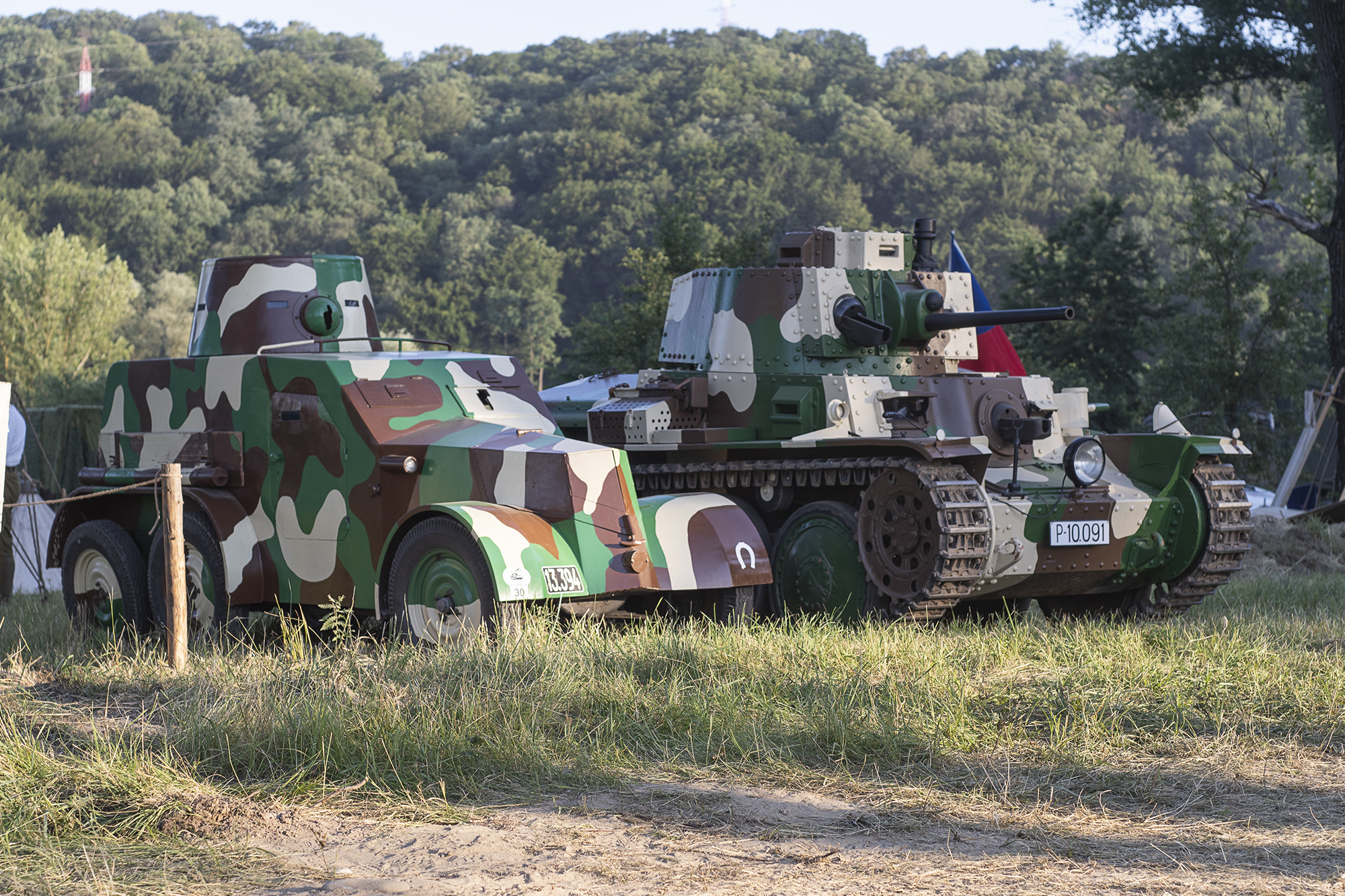
Nachbau des OA vz. 30

Keiner der Panzerwagen überstand den Zweiten Weltkrieg. Da sich die Panzerung als zu schwach erwies, wurde der Panzerwagen recht schnell bei Feindkontakt ausgeschaltet. Einige Panzerwagen in der Wehrmacht sollen im Jahr 1944 auch als Zielscheiben auf einem Übungsplatz für Panzer genutzt worden sein.